# 1979 في جنوب إفريقيا
نعم
فيما يلي قوائم الأحداث التي وقعت خلال عام 1979 في جنوب أفريقيا.

## سياسة

### تعيين في المنصب
- 4 يونيو – ماريه فيلجون رئيس الدولة في جنوب أفريقيا.

### انتهاء فترة المنصب
- 4 يونيو – ب. ج. فورستر رئيس الدولة في جنوب أفريقيا.

## مواليد

### فبراير
- 14 فبراير – ويسلي مودي لاعب كرة مضرب جنوب أفريقي.

### مارس
- 13 مارس – ويسلي وايتهاوس لاعب كرة مضرب جنوب أفريقي.

### أبريل
- 9 أبريل – ريان كوكس درّاج طريق جنوب أفريقي.
- 11 أبريل – ثابانغ موليفي لاعب كرة قدم جنوب أفريقي.

### يونيو
- 22 يونيو – جيفري ماثيبولا ملاكم جنوب أفريقي.

### يوليو
- 20 يوليو – آدم روز مصارع محترف جنوب أفريقي.

### سبتمبر
- 17 سبتمبر – نيل بلومكامب

## وفيات

### يناير
- 24 يناير – يوهانس دي كليرك (مواليد 1903) سياسي جنوب أفريقي.